# Mayingzhuang (sockenhuvudort i Kina, Shanxi Sheng, lat 39,37, long 112,99)
Mayingzhuang är en sockenhuvudort i Kina. Den ligger i provinsen Shanxi, i den norra delen av landet, omkring 170 kilometer norr om provinshuvudstaden Taiyuan. Antalet invånare är 13 065. Befolkningen består av 6 379 kvinnor och 6 686 män. Barn under 15 år utgör 14,0 %, vuxna 15-64 år 73 %, och äldre över 65 år 11,0 %.
Runt Mayingzhuang är det ganska tätbefolkat, med 124 invånare per kvadratkilometer. Närmaste större samhälle är Xingzhai, 12,0 km nordost om Mayingzhuang. Trakten runt Mayingzhuang består i huvudsak av gräsmarker.
Genomsnittlig årsnederbörd är 701 millimeter. Den regnigaste månaden är juli, med i genomsnitt 185 mm nederbörd, och den torraste är januari, med 4 mm nederbörd.